# 科隆布 (伊泽尔省)
科隆布（法語：Colombe，法語發音：[kɔlɔ̃b] ⓘ）是法国伊泽尔省的一个市镇，属于拉图尔迪潘区。

## 地理
科隆布（45°23'56"N, 5°26'58"E）面积13.23 平方千米，位于法国奥弗涅-罗讷-阿尔卑斯大区伊泽尔省，该省份为法国东南部内陆省份，北起顺时针与安省、萨瓦省、上阿尔卑斯省、德龙省、阿尔代什省、卢瓦尔省和罗讷省。
与科隆布接壤的市镇（或旧市镇、城区）包括：阿普里约、博克鲁瓦桑、比尔桑、大朗斯、伊佐、奥约、里沃。

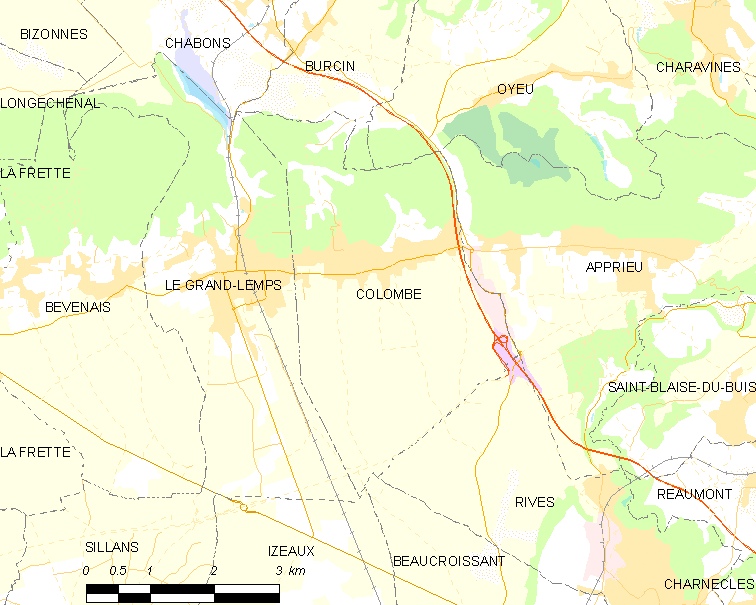
的OSM定位图

科隆布的时区为UTC+01:00、UTC+02:00（夏令时）。

## 行政
科隆布的邮政编码为38690，INSEE市镇编码为38118。

## 政治
科隆布所属的省级选区为大朗斯县。

## 人口

1962-2008年间人口变化图示

科隆布于2022年1月1日时的人口数量为1803人。